# Vaux-Andigny
Pour les articles homonymes, voir Vaux.
Vaux-Andigny (anciennement Vaux-en-Arrouaise) est une commune française située dans le département de l'Aisne, en région Hauts-de-France.

### Localisation

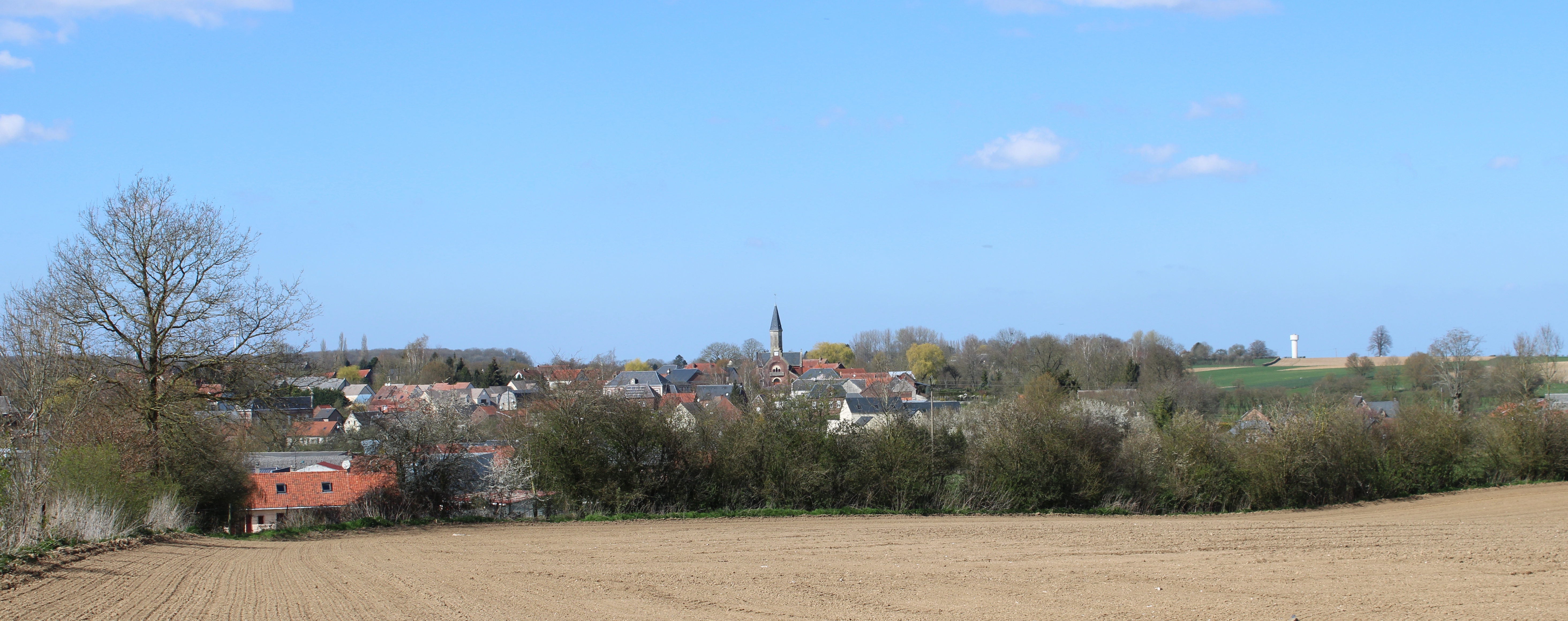
Panorama du village.

## Géographie

### Hydrographie

#### Réseau hydrographique
La commune est située dans le bassin Artois-Picardie. Elle est drainée par le fossé de Vaux-Andigny et Molain,.

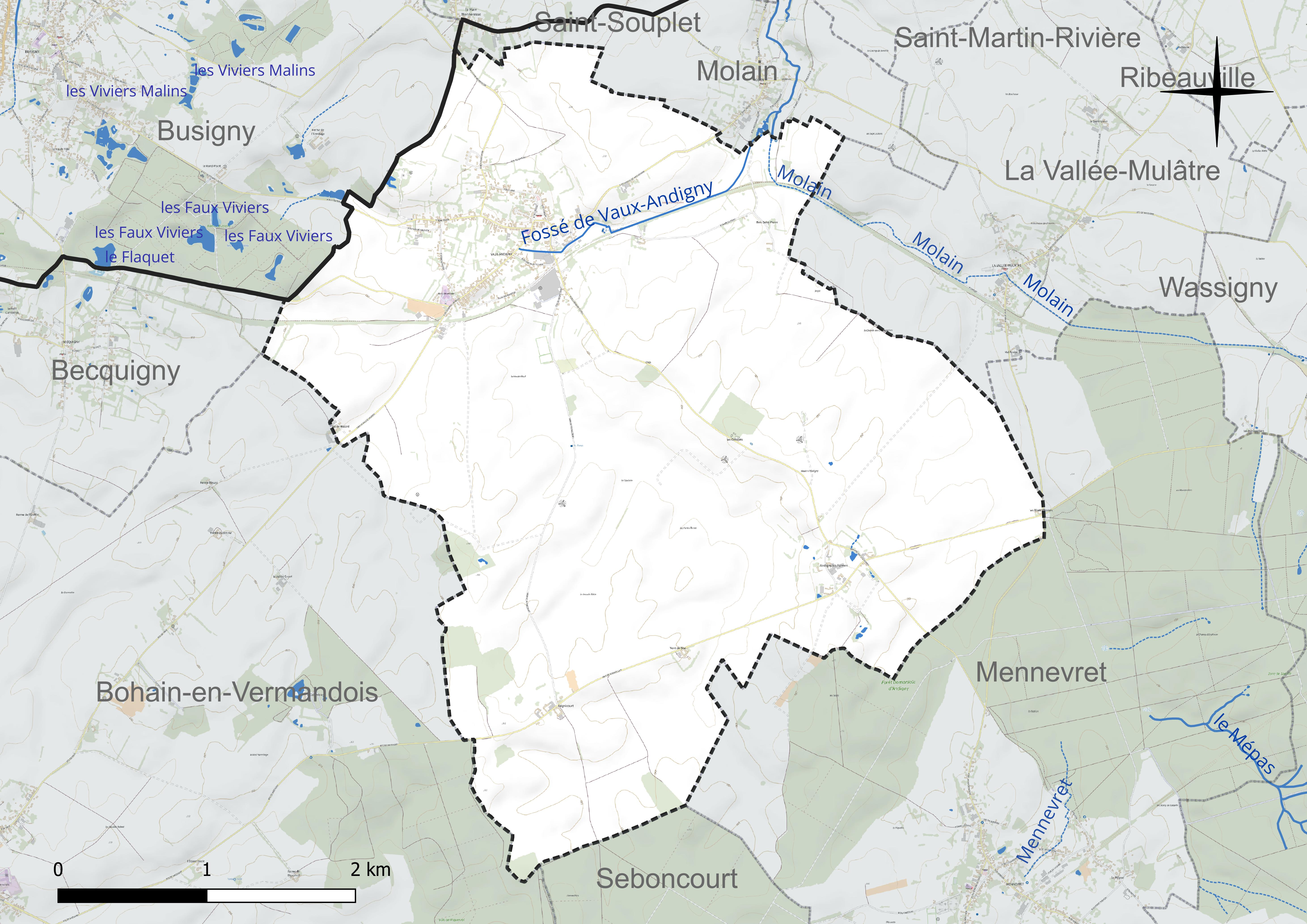
Réseau hydrographique de Vaux-Andigny.

#### Gestion et qualité des eaux
Le territoire communal est couvert par le schéma d'aménagement et de gestion des eaux (SAGE) « Escaut ». Ce document de planification concerne un territoire de 2 005 km2 de superficie, délimité par le bassin versant de l'Escaut. Le périmètre a été arrêté le 9 juin 2006 et le SAGE proprement dit a été approuvé le 13 juillet 2021. La structure porteuse de l'élaboration et de la mise en œuvre est le syndicat mixte Escaut et Affluents (SyMEA).
La qualité des cours d'eau peut être consultée sur un site spécial géré par les agences de l'eau et l'Agence française pour la biodiversité.

### Climat
Pour des articles plus généraux, voir Climat des Hauts-de-France et Climat de l'Aisne.
En 2010, le climat de la commune est de type climat océanique dégradé des plaines du Centre et du Nord, selon une étude du CNRS s'appuyant sur une série de données couvrant la période 1971-2000. En 2020, Météo-France publie une typologie des climats de la France métropolitaine dans laquelle la commune est exposée à un climat océanique altéré et est dans la région climatique Nord-est du bassin Parisien, caractérisée par un ensoleillement médiocre, une pluviométrie moyenne régulièrement répartie au cours de l'année et un hiver froid (3 °C).
Pour la période 1971-2000, la température annuelle moyenne est de 9,9 °C, avec une amplitude thermique annuelle de 14,8 °C. Le cumul annuel moyen de précipitations est de 800 mm, avec 12,8 jours de précipitations en janvier et 9,7 jours en juillet. Pour la période 1991-2020, la température moyenne annuelle observée sur la station météorologique la plus proche, située sur la commune d'Épehy à 27 km à vol d'oiseau, est de 10,6 °C et le cumul annuel moyen de précipitations est de 752,8 mm,. Pour l'avenir, les paramètres climatiques de la commune estimés pour 2050 selon différents scénarios d'émission de gaz à effet de serre sont consultables sur un site spécial publié par Météo-France en novembre 2022.

## Urbanisme

### Typologie
Au 1er janvier 2024, Vaux-Andigny est catégorisée bourg rural, selon la nouvelle grille communale de densité à 7 niveaux définie par l'Insee en 2022.
Elle est située hors unité urbaine et hors attraction des villes,.

### Occupation des sols
L'occupation des sols de la commune, telle qu'elle ressort de la base de données européenne d'occupation biophysique des sols Corine Land Cover (CLC), est marquée par l'importance des territoires agricoles (93,6 % en 2018), une proportion sensiblement équivalente à celle de 1990 (94,1 %). La répartition détaillée en 2018 est la suivante : 
terres arables (84,1 %), prairies (9,3 %), zones urbanisées (5,8 %), forêts (0,6 %), zones agricoles hétérogènes (0,1 %).
L'évolution de l'occupation des sols de la commune et de ses infrastructures peut être observée sur les différentes représentations cartographiques du territoire : la carte de Cassini (XVIIIe siècle), la carte d'état-major (1820-1866) et les cartes ou photos aériennes de l'IGN pour la période actuelle (1950 à aujourd'hui).

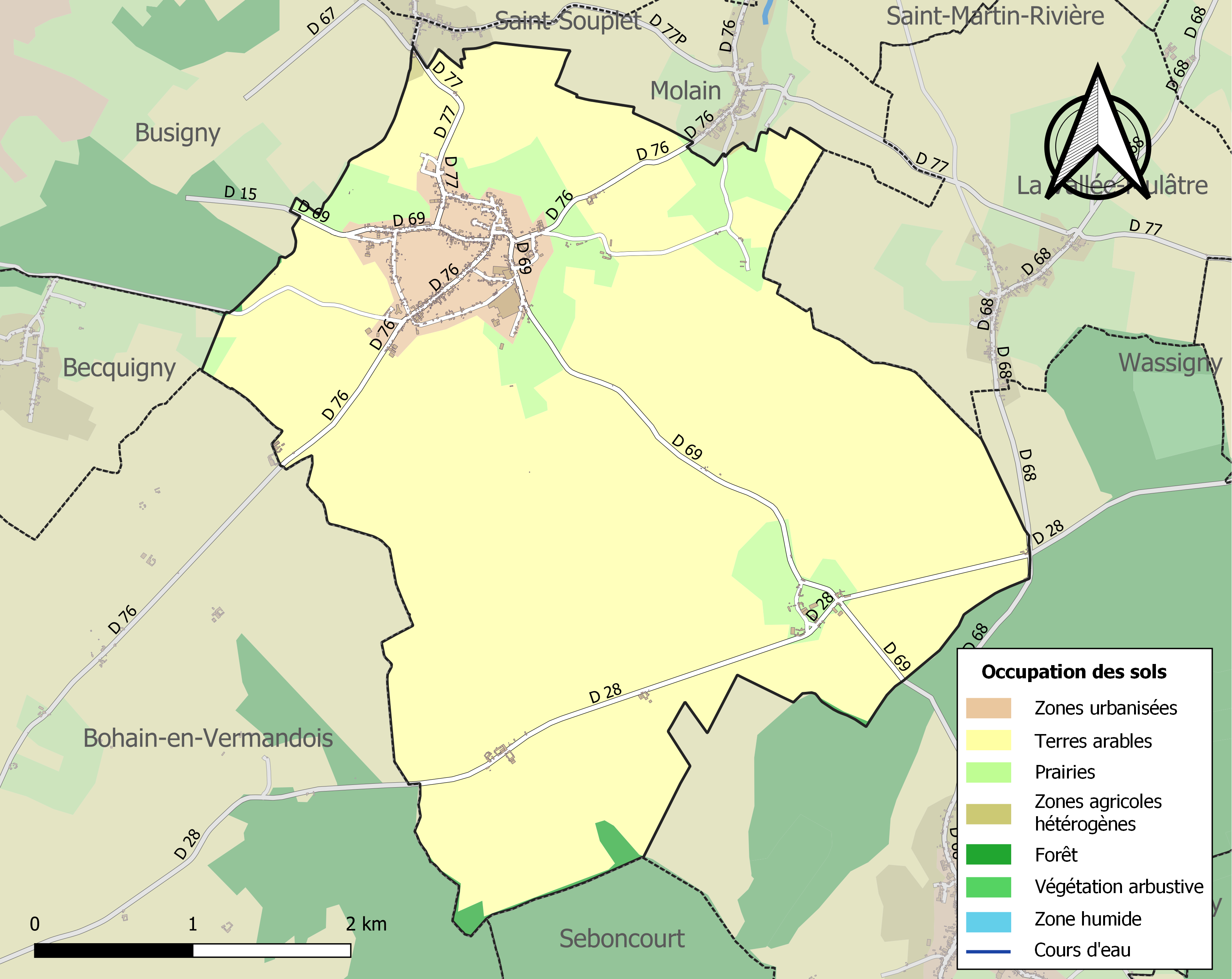
Carte de l'occupation des sols de la commune en 2018 (CLC).

## Toponymie
Le village est cité pour la première fois sous l'appellation latine de In territorio de Valibus en 1201. Le nom variera encore ensuite de nombreuses fois en fonction des différents transcripteurs : Vaulx-en-Arrouaize, Vaulx-en-Aroyses, Vaulx-en-Arroise, Vaulx-en-Arroise et Vaux-en-Arrouaise au XVIIIe siècle sur la carte de Cassini 
.

Vaux, pluriel de val, dans la vallée de la Selle.
Le Grand Andigny et le Petit Andigny étaient deux fermes qui appartenaient autrefois à l'abbaye de Bohéries et qui sont nommées Aldigneis en 1110, puis Grangia de Andenis, grange de Andeignies. Avant la Révolution, les fermes d'Andigny, au nombre de 4, étaient rattachées à la paroisse de Mennevret puis devînrent une commune. Ensuite, elles ont été unies à la commune de Vaux par une ordonnance royale du 2 juin 1819.

C'est à cette date que le nom d'Andigny a été adjoint à celui de Vaux pour former la commune de Vaux-Andigny.

## Histoire
Carte de Cassini

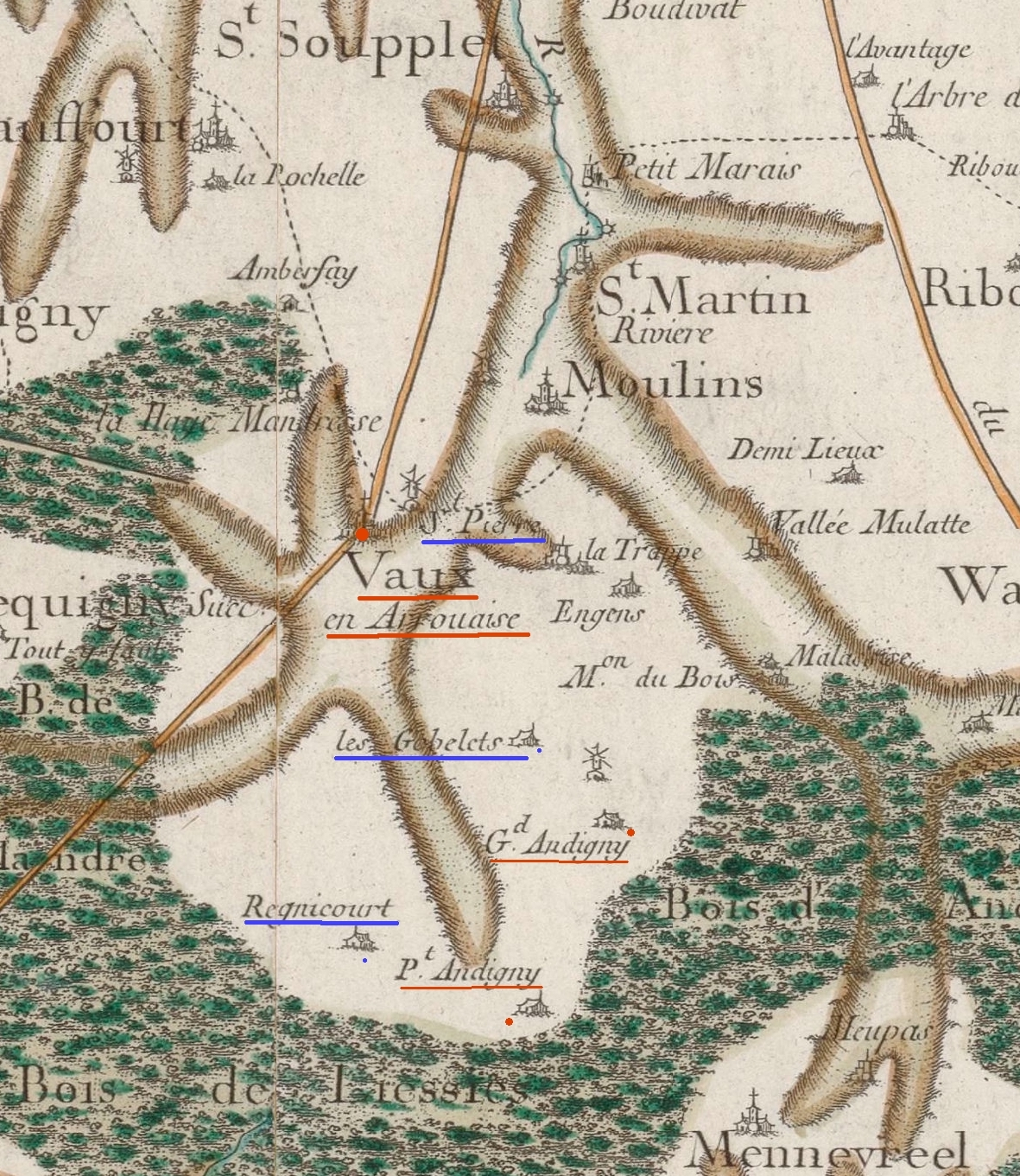
Carte de Cassini du secteur
(vers 1750).

La carte de Cassini montre qu'au XVIIIe siècle, Vaux est une paroisse située sur la route allant du Câteau à Bohain.

Au nord, est représenté le moulin à vent de Saint-Pierre dont la présence est évoquée dans  Le chemin du Bois Saint-Pierre.

Au sud, le hameau de Regnicourt existe encore sur la route de Bohain alors que la ferme les Gobelets et son moulin à vent ont complètement disparu.

La forêt d'Arrouaise est le nom d'une antique et épaisse forêt dont la forêt d'Andigny est un vestige. La paroisse de Vaux dépendait du diocèse de Noyon et celle de Mennevret du diocèse de Laon.

## Politique et administration

### Découpage territorial
La commune de Vaux-Andigny est membre de la communauté de communes Thiérache Sambre et Oise, un établissement public de coopération intercommunale (EPCI) à fiscalité propre créé le 1er janvier 2017 dont le siège est à Guise. Ce dernier est par ailleurs membre d'autres groupements intercommunaux.
Sur le plan administratif, elle est rattachée à l'arrondissement de Vervins, au département de l'Aisne et à la région Hauts-de-France. Sur le plan électoral, elle dépend du  canton de Guise pour l'élection des conseillers départementaux, depuis le redécoupage cantonal de 2014 entré en vigueur en 2015, et de la troisième circonscription de l'Aisne  pour les élections législatives, depuis le dernier découpage électoral de 2010.

### Administration municipale

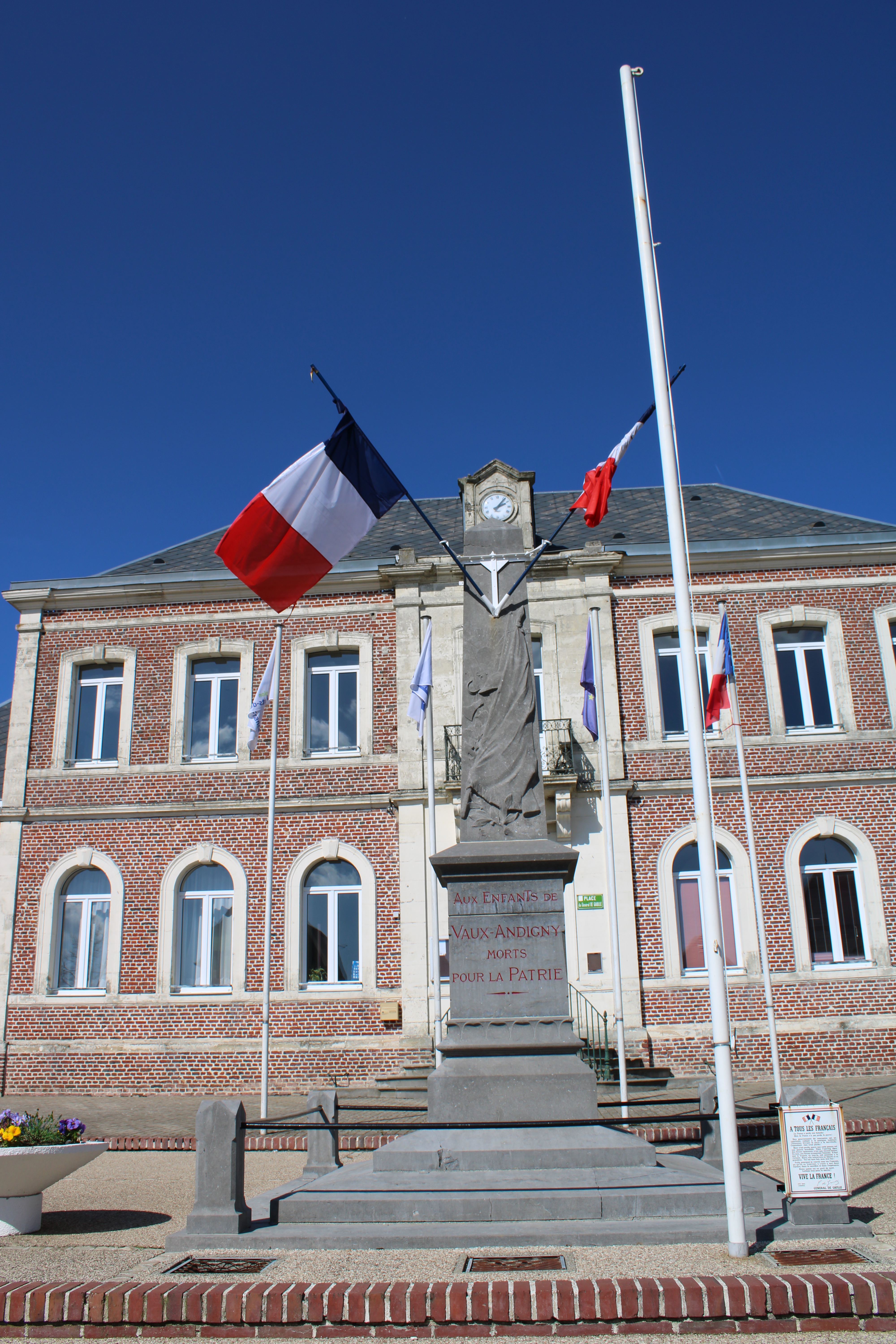
Le monument aux morts.

## Démographie

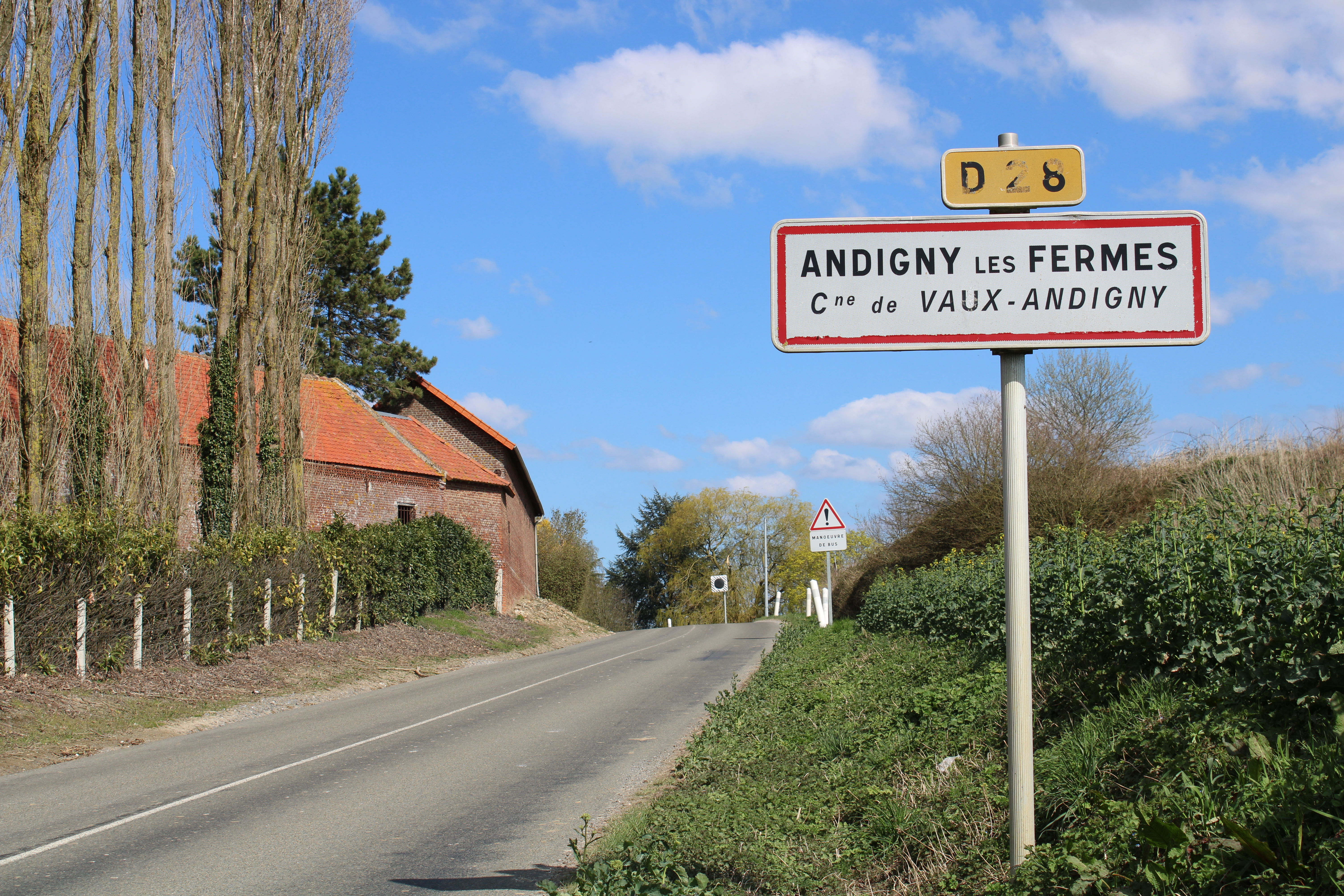
Entrée du hameau d'Andigny-les-Fermes.

L'évolution du nombre d'habitants est connue à travers les recensements de la population effectués dans la commune depuis 1793. Pour les communes de moins de 10 000 habitants, une enquête de recensement portant sur toute la population est réalisée tous les cinq ans, les populations de référence des années intermédiaires étant quant à elles estimées par interpolation ou extrapolation. Pour la commune, le premier recensement exhaustif entrant dans le cadre du nouveau dispositif a été réalisé en 2006.

En 2022, la commune comptait 923 habitants, en évolution de −0,86 % par rapport à 2016 (Aisne : −1,97 %, France hors Mayotte : +2,11 %).
| 1793  | 1800  | 1806  | 1821  | 1831  | 1836  | 1841  | 1846  | 1851  |
| ----- | ----- | ----- | ----- | ----- | ----- | ----- | ----- | ----- |
| 1 080 | 1 081 | 1 129 | 1 228 | 1 621 | 1 610 | 1 704 | 1 735 | 1 723 |

| 1856  | 1861  | 1866  | 1872  | 1876  | 1881  | 1886  | 1891  | 1896  |
| ----- | ----- | ----- | ----- | ----- | ----- | ----- | ----- | ----- |
| 1 733 | 1 860 | 1 814 | 1 754 | 1 717 | 1 703 | 1 672 | 1 613 | 1 642 |

| 1901  | 1906  | 1911  | 1921  | 1926  | 1931  | 1936 | 1946 | 1954 |
| ----- | ----- | ----- | ----- | ----- | ----- | ---- | ---- | ---- |
| 1 515 | 1 486 | 1 304 | 1 032 | 1 085 | 1 108 | 947  | 867  | 936  |

| 1962  | 1968 | 1975 | 1982 | 1990 | 1999 | 2006 | 2011 | 2016 |
| ----- | ---- | ---- | ---- | ---- | ---- | ---- | ---- | ---- |
| 1 006 | 926  | 854  | 847  | 833  | 902  | 967  | 960  | 931  |

| 2021 | 2022 | - | - | - | - | - | - | - |
| ---- | ---- | - | - | - | - | - | - | - |
| 915  | 923  | - | - | - | - | - | - | - |

## Lieux et monuments

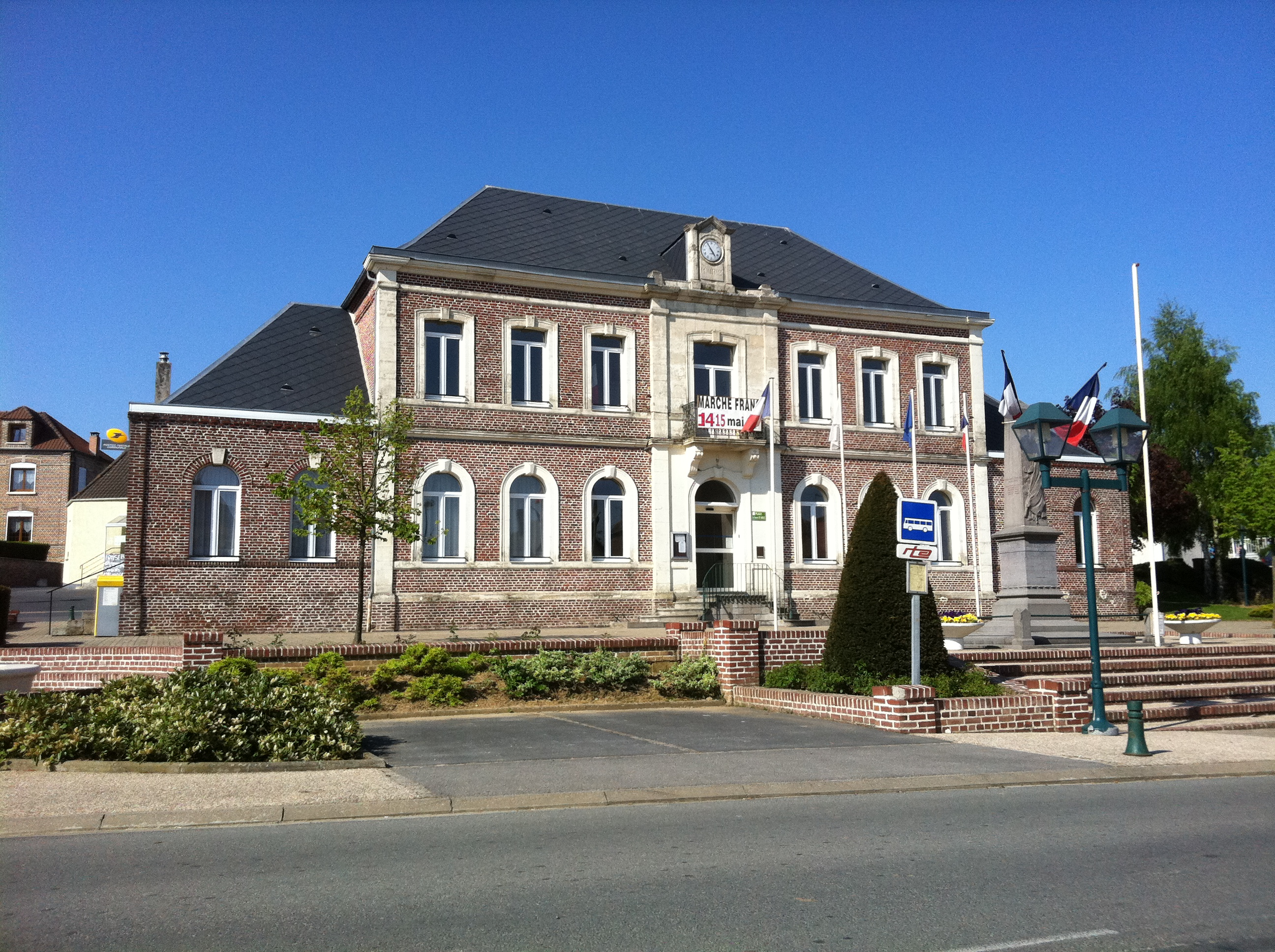
La mairie.

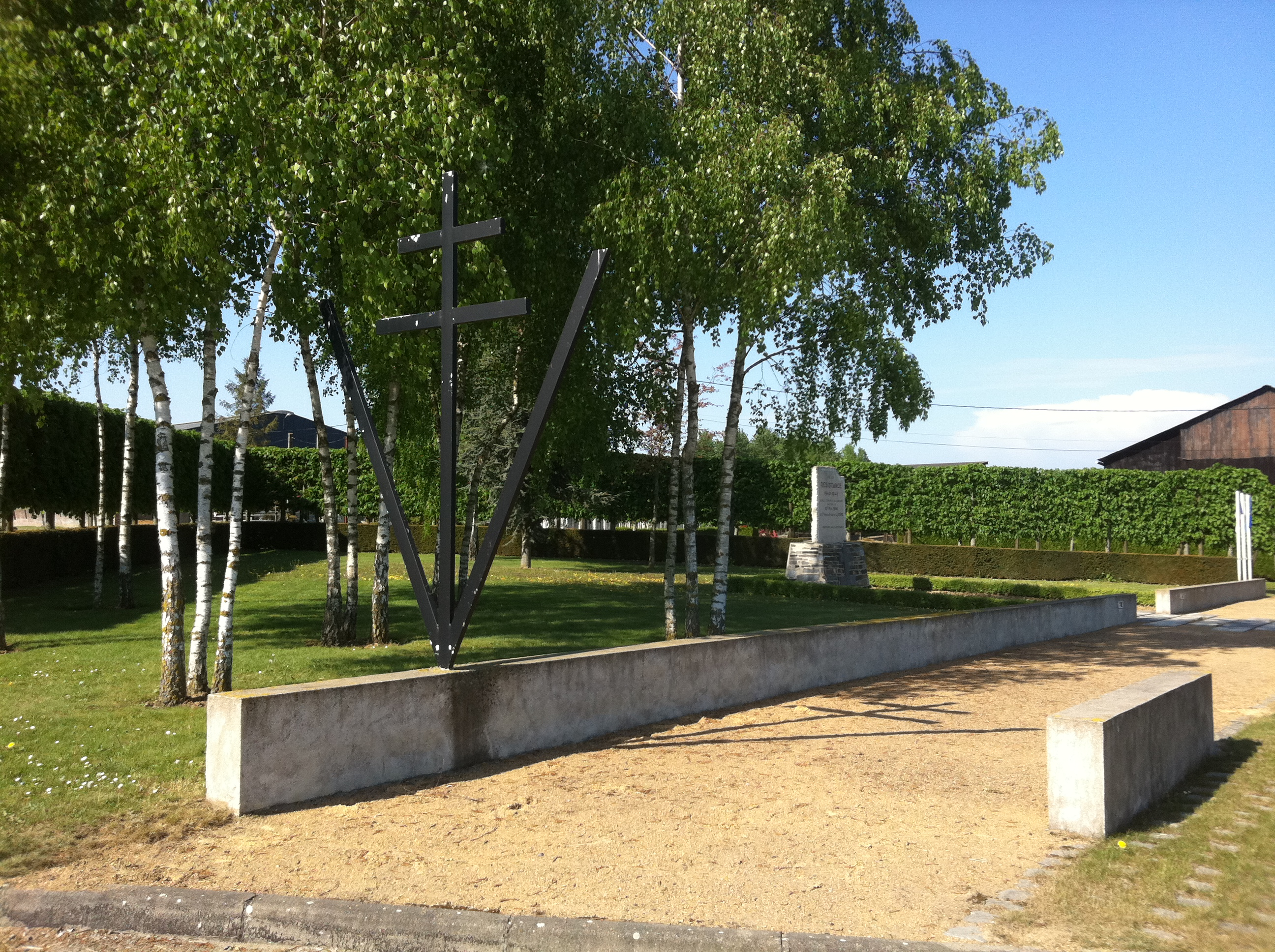
Monument à la Résistance
d'Andigny-les-Fermes.

- Stèle dédiée à Gédéon Poizot, située sur la route de Becquigny à Vaux-Andigny.
- Monument à la Résistance à Andigny-les-Fermes.
- Usine Acova.
- Église Saint-Médard

### Cartes postales anciennes

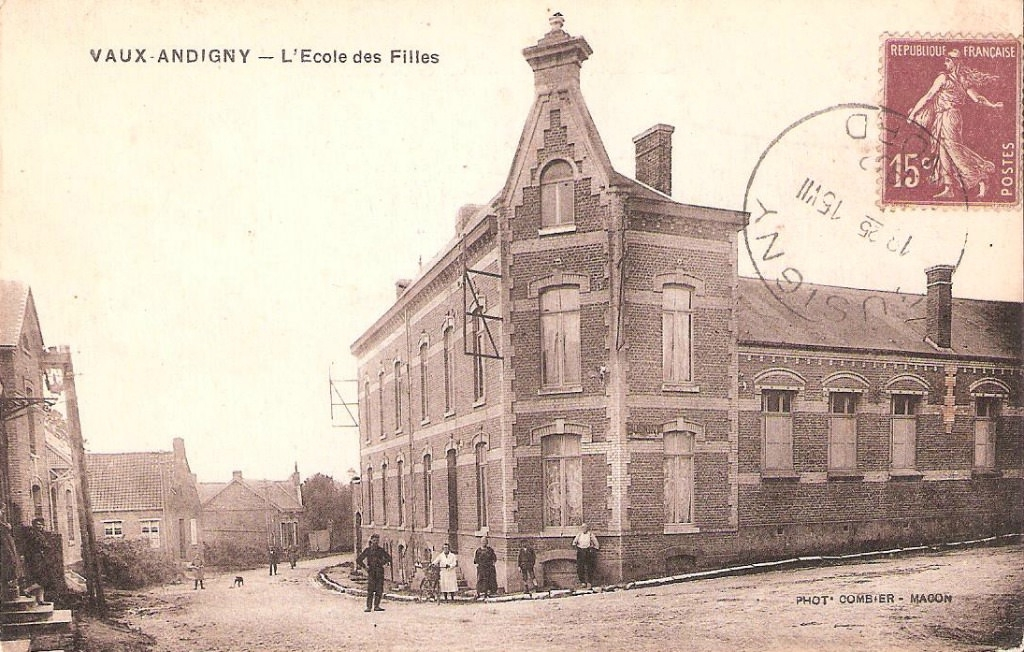
L'école des filles vers 1910.
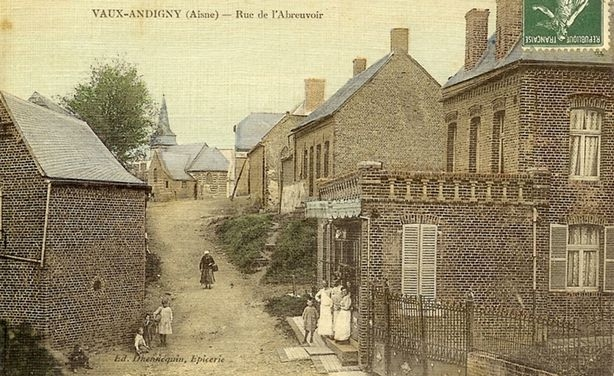
La rue de l'abreuvoir.
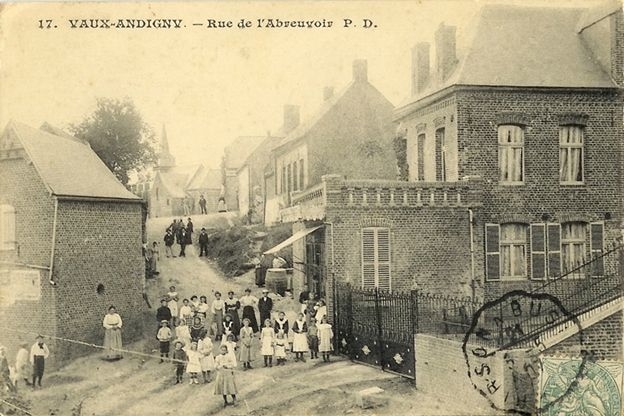
La rue de l'abreuvoir en 1907.
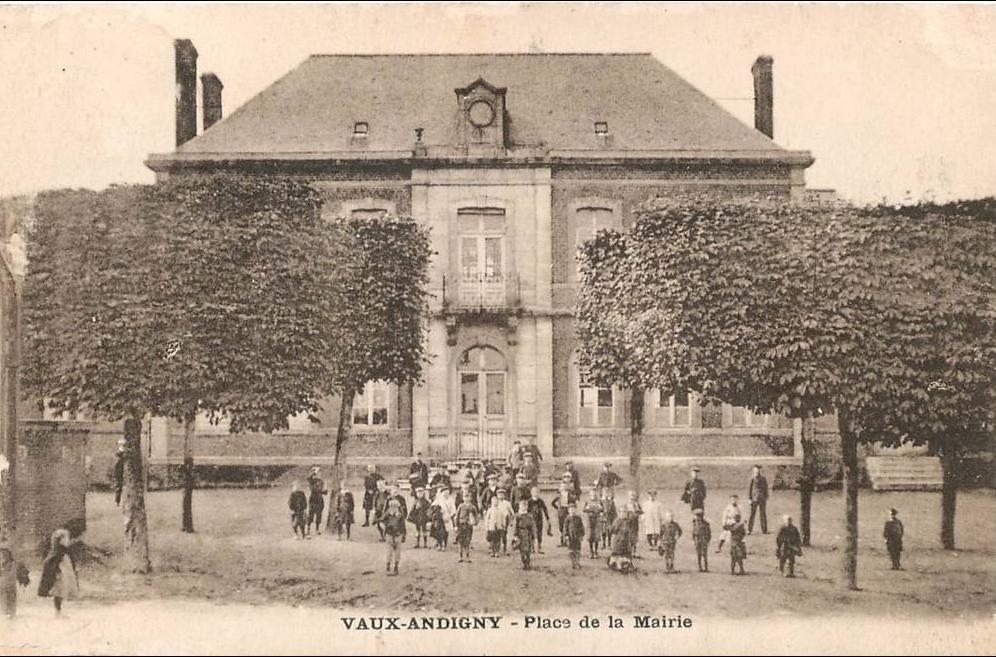
La place de la mairie vers 1910.
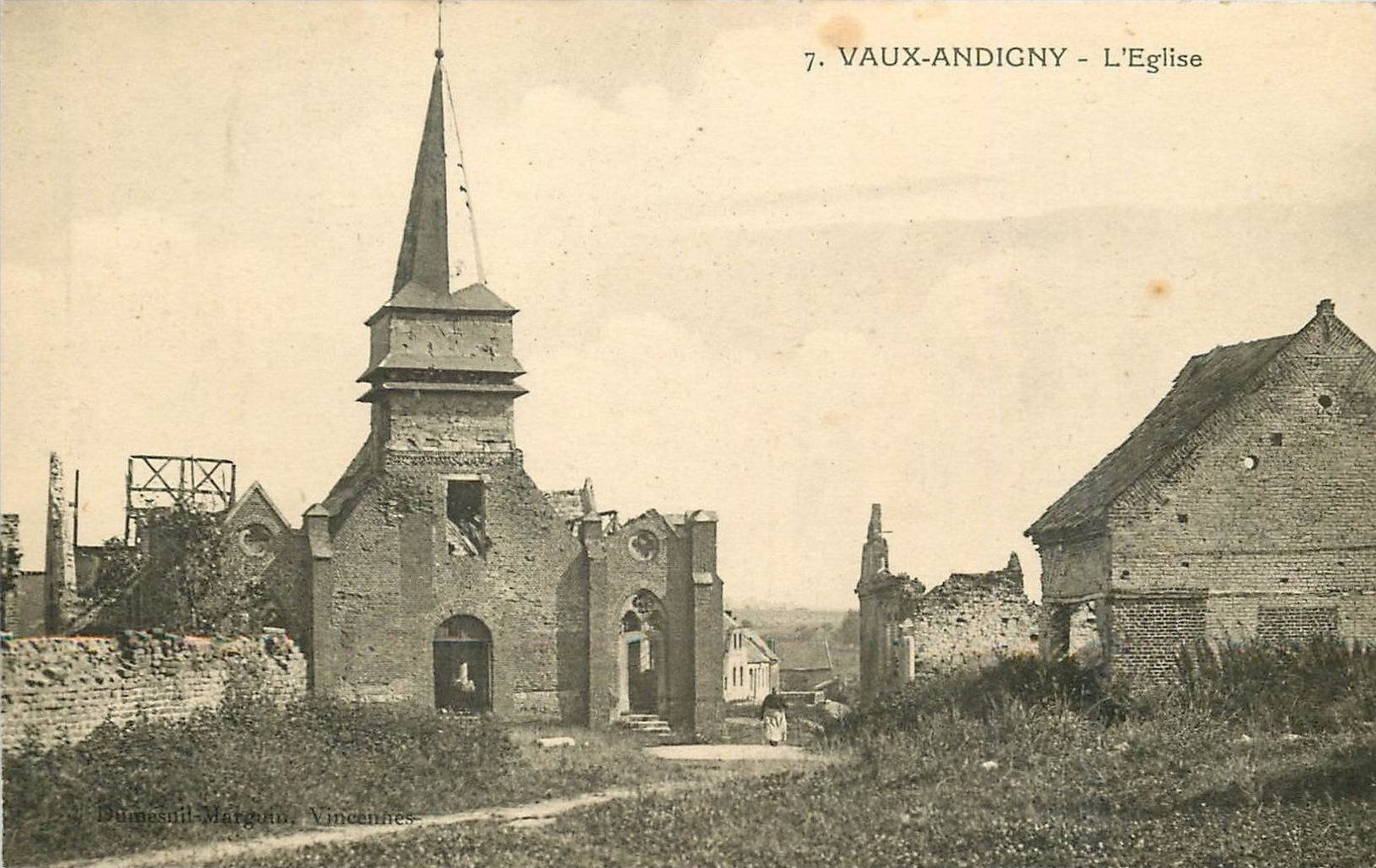
Les ruines de l'église en 1920.
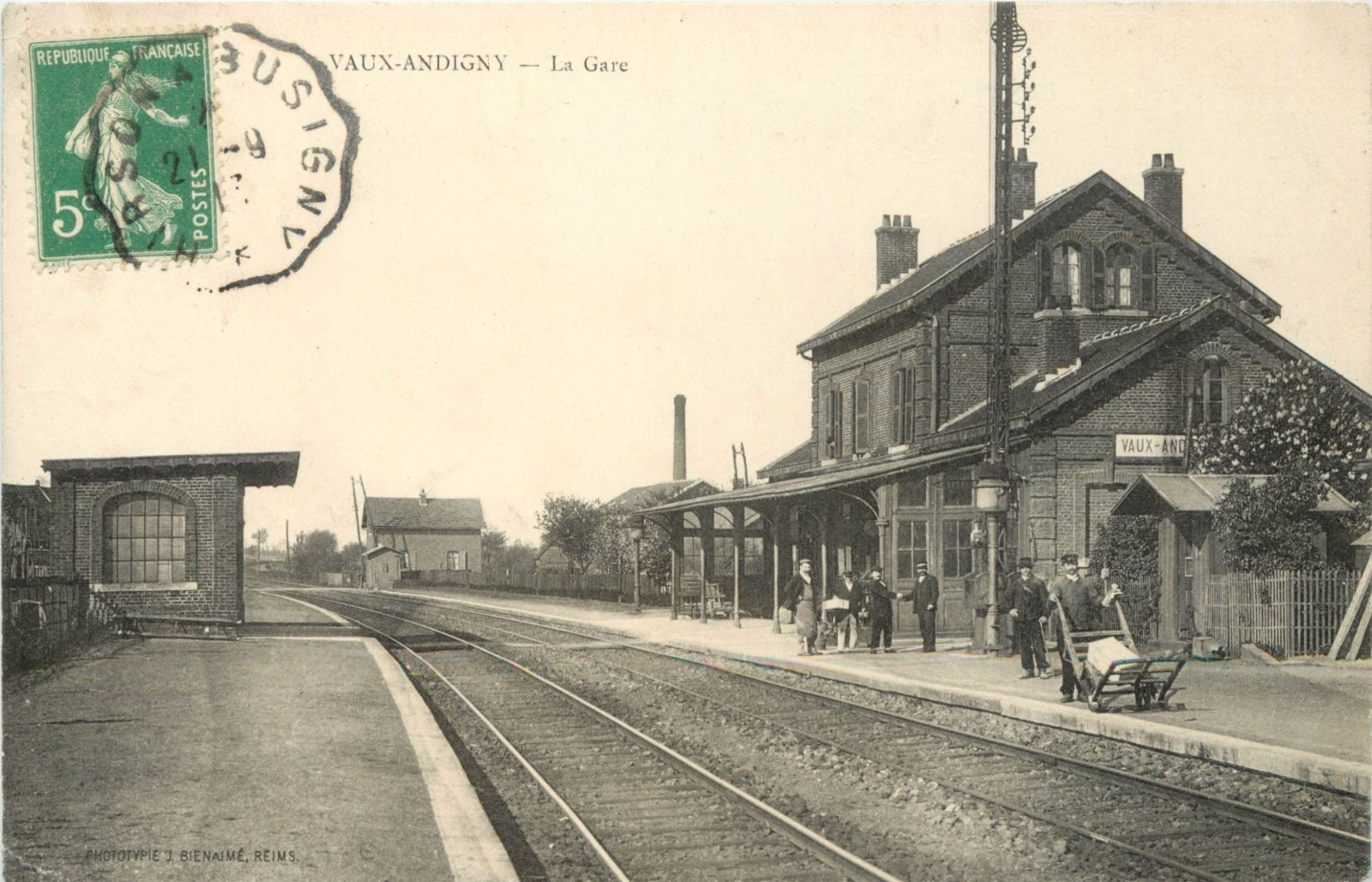
La gare en 1913.

## Personnalités liées à la commune
- Gédéon Poizot, lieutenant FFI (né le 26 juin 1907 à Amigny-Rouy - décédé le 10 août 1944, à l'orée du bois de Busigny), alias « Poulain-Germain », héros et martyr de la Résistance (maquis de Mazinghien), massacré le 10 août 1944 par la milice de Vichy[25].
- Jean-François Lajeunesse (né le 6 septembre 1956 à Lille), auteur des livres "Perle d'Or sur champ de vie" (2009) aux éditions Amalthée et  "Des Foulées pour renaître" (2018) aux éditions Coiffard.